# Oliveira de Frades
Oliveira de Frades is een gemeente in het Portugese district Viseu.
De gemeente heeft een totale oppervlakte van 145 km² en telde 10.584 inwoners in 2001.

## Plaatsen in de gemeente
- Arca
- Arcozelo das Maias
- Destriz
- Oliveira de Frades
- Pinheiro
- Reigoso
- Ribeiradio
- São João da Serra
- São Vicente de Lafões
- Sejães
- Souto de Lafões
- Varzielas